# WDR 3
WDR 3 est une station de radio allemande culturelle régionale créée en 1964, appartenant au groupe Westdeutscher Rundfunk (WDR).

## Histoire
Le 29 avril 1964, la radio WDR 3 fut créée avec l'objectif de fournir une programmation importante culturelle pour l'état de la Rhénanie du Nord-Westphalie. 
Initialement, elle était une station axée sur l'information, mais à la fin des années 1980, suivant la naissance de WDR 5, elle se concentra de plus en plus sur des programmes culturels mais aussi à la musique internationale.

### Identité visuelle

Logo de WDR 3 de 1994 au 4 mars 2013
Logo de WDR 3 depuis 2016